# The Russell (Worcester)
The Russell es un edificio de apartamentos histórico, ubicado en el 49 de la cale Austin en Worcester, una ciudad del estado de Massachusetts (Estados Unidos). Construido en estilo románico richardsoniano 1894, es uno de los pocos bloques de apartamentos sobrevivientes, de muchos construidos, en la zona de Main-Wellington-Chandler, que tenía una de las concentraciones más altas de dichos edificios en la ciudad en 1900. El edificio fue incluido en el Registro Nacional de Lugares Históricos en 1985.

## Descripción e historia
The Russell se encuentra en la esquina suroeste de las calles Austin e Irving, a poca distancia al suroeste del centro de la ciudad de Worcester. Es una estructura de mampostería de cuatro pisos, construida en ladrillo rojo con molduras de piedra rojiza. La fachada principal está orientada hacia el norte, hacia Austin Street, y tiene cinco tramos de ancho, con cursos de piedras por debajo y encima del primer piso. Las ventanas se colocan en aberturas rectangulares en el primer piso, y en aberturas de arco segmentado arriba, con umbrales de piedra y dinteles de ladrillos de soldado. 
La entrada se encuentra en el centro de un tramo, en una románica abertura de arco redondo con dovelas de piedra. Los tramos sobre la entrada tienen ventanas estrechas emparejadas en dinteles de piedra compartidos. El nombre del edificio aparece en un panel entre el segundo y el tercer piso. Las pilastras se elevan flanqueando los tres tramos centrales, más allá de la parte superior del edificio para formar un parapeto, con ladrillo en voladizo entre ellas.
El edificio fue diseñado por Barker & Nourse y construido en 1894 a un costo de 25 000 dólares, para Abigail Russell Parsons. El área de Main-Wellington-Chandler, cerca del centro de Worcester, experimentó un rápido crecimiento en las décadas de 1880 y 1890. Muchos de sus bloques de apartamentos han sido demolidos, y The Russell es uno de los pocos restos sobrevivientes.